# 벤치마킹
벤치마킹(benchmarking)이란 측정의 기준이 되는 대상을 설정하고 그 대상과 비교 분석을 통해 장점을 따라배우는 행위를 말한다. 기업 경영 분야에서 '벤치마킹'이란 어떤 기업이 다른 기업의 제품이나 조직의 특징을 비교 분석하여 그 장점을 보고 배우는 경영 전략 기법을 말한다.
컴퓨터 분야에서 '벤치마킹'이란 어떤 정보 시스템이나 홈페이지 등을 다른 정보 시스템이나 홈페이지 등과 비교 분석하여 평가하고 그 장점을 따라배우는 것을 말한다.

## 유래
벤치마킹(benchmarking)은 원래 토목 분야에서 강물 등의 높낮이를 측정하기 위해 기준점인 벤치마크(benchmark)를 표시하는 행위를 말한다. 여기서 벤치마크란 측정의 기준점을 말한다. 기업 경영 분야에서 벤치마킹 기법은 미국의 제록스(Xerox) 사가 일본의 경쟁 기업들의 경영 노하우를 알아내기 위해 직접 일본에 건너가 조사 활동을 벌이고 그 결과를 경영 전략에 활용하여 다시 기업 경쟁력을 회복한 것에서 비롯되었다.

## BMT
BMT란 Benchmark Test 또는 Benchmarking Test의 약자로서 벤치마크 테스트, 벤치마킹 테스트, 벤치마크 시험, 벤치마킹 시험 등이라고 부른다. BMT는 일반적인 성능 테스트와는 달리 실존하는 비교 대상을 두고 하드웨어나 소프트웨어의 성능을 비교 분석하여 평가하는 것을 말한다. 예를 들어 다양한 서버 컴퓨터 기종간의 처리 속도를 테스트하기 위해 실제 서버를 이용하여 성능을 측정하고 테스트 결과를 바탕으로 평가를 내리는 것을 벤치마킹 테스트라고 말한다.

## 경영학
품질추구적 조직들이 시장점유율을 향상하기 위한 시도로서, 가장 성공한 경쟁기업을 벤치마킹하기 시작하였다. 벤치마킹(benchmarking)이란 어떤 기업이 다른 기업들보다 월등하게 과업을 수행하는 방법과 이유를 밝혀주는 기술로서, 어떤 기능을 수행하는 데 탁월한 하나 또는 그 이상의 조직을 확인, 규명하여, 개선을 위한 아이디어의 원천으로서 그 탁월한 기업의 실천방법을 모방하는 것이다.
따라서 벤치마킹은 순수한 창조보다는 창조를 위한 모방, 즉 창조적 모방을 통해서 우량기업의 우수 경영기법을 활용하는 전략으로서, 그것을 활용하는 기업의 목적은 다른 기업의 최고 실천활동을 모방하거나 개선하는 것이다.
오늘날 많은 기업들은 초우량기업들의 경영전략이나 경영관리 전반에 관해서 벤치마킹을 함으로써 타사의 강점을 활용하고 있다. 그리고 그와 같은 노력은 단순히 동종기업만을 상대로 하는 것이 아니고 이종기업들도 대상으로 한다는 데 특징이 있다.
벤치마킹 세 가지 조건하에서 유용한 결과를 산출한다.
1. 신제품보다는 기존제품에 대해 배울 때,
2. 고객을 만족시키는 방법을 포함하여 기업의 실천사항을 배우는 데 유용하다.
3. 당기업이 이에 경쟁적인 품질 프로그램을 가지고 있는 경우에만 이상적인 성과를 이룩할 수 있다.

### 기본원칙
벤치마킹의 기본원칙은 다음과 같다.
1. 접근방법을 계획한다. 개선해야 할 특정한 영역을 설정한다. 자신의 과정절차를 연구하고, 그 과정을 잘 수행하고 있는 기업을 확인·규명한다.
2. 관련되는 수행자를 선정한다. 변화를 하고자 하는 사람은 조사를 행하고자 하는 사람이 되어야 한다.
3. 정보를 교환할 준비를 해야 한다. 당신이 조사하는 조직이 당신이 가지고 있는 문제에 대해 해결책을 보유하고 있어야 한다.
4. 불법적인 행동을 피한다. 가격담합, 시장분할, 기타 불법적인 조치로 인식되는 논의가 되지 않도록 한다.
5. 신뢰성 있는 자료를 비밀로 유지한다. 어떤 경쟁자에게도 기업에 대한 정보를 누설하지 않도록 한다.

### 단계
한편 벤치마킹은 여섯 가지 단계로 이루어진다.
1. 어느 기능을 벤치마킹할 것인가를 결정한다.
2. 측정해야 할 주요 성과변수를 확인·규명한다.
3. 최고수준 기업의 성과를 측정한다.
4. 기업의 성과를 측정한다.
5. 그 차이를 좁히기 위한 프로그램과 조치활동을 구체화한다.
6. 실행하고 결과를 조사한다.